# John Albion Andrew
John Albion Andrew, född 31 maj 1818 i Windham, Massachusetts (i nuvarande Maine), död 30 oktober 1867 i Boston, Massachusetts, var en amerikansk politiker. Han var guvernör i delstaten Massachusetts 1861–1866. Som guvernör representerade Andrew Republikanska partiet. Tidigare hade han varit whig och Free Soil-anhängare.
Andrew utexaminerades 1837 från Bowdoin College och studerade sedan juridik. År 1840 inledde han sin karriär som advokat i Boston. År 1858 tillträdde han som ledamot av Massachusetts representanthus. År 1860 vann han sedan en överlägsen seger i guvernörsvalet med omval 1861, 1862, 1863 och 1864. Under amerikanska inbördeskriget gällde det att värva trupper till nordstaternas armé och efter Andrews initiativ bildades 54th Massachusetts Volunteer Infantry som var den första helt afroamerikanska militära enheten i USA:s armé. Andrew tillträdde 1861 som guvernör och efterträddes 1866 av Alexander Bullock. Året därpå avled han i Boston och gravsattes i Hingham.